# Clive Hollick, Baron Hollick

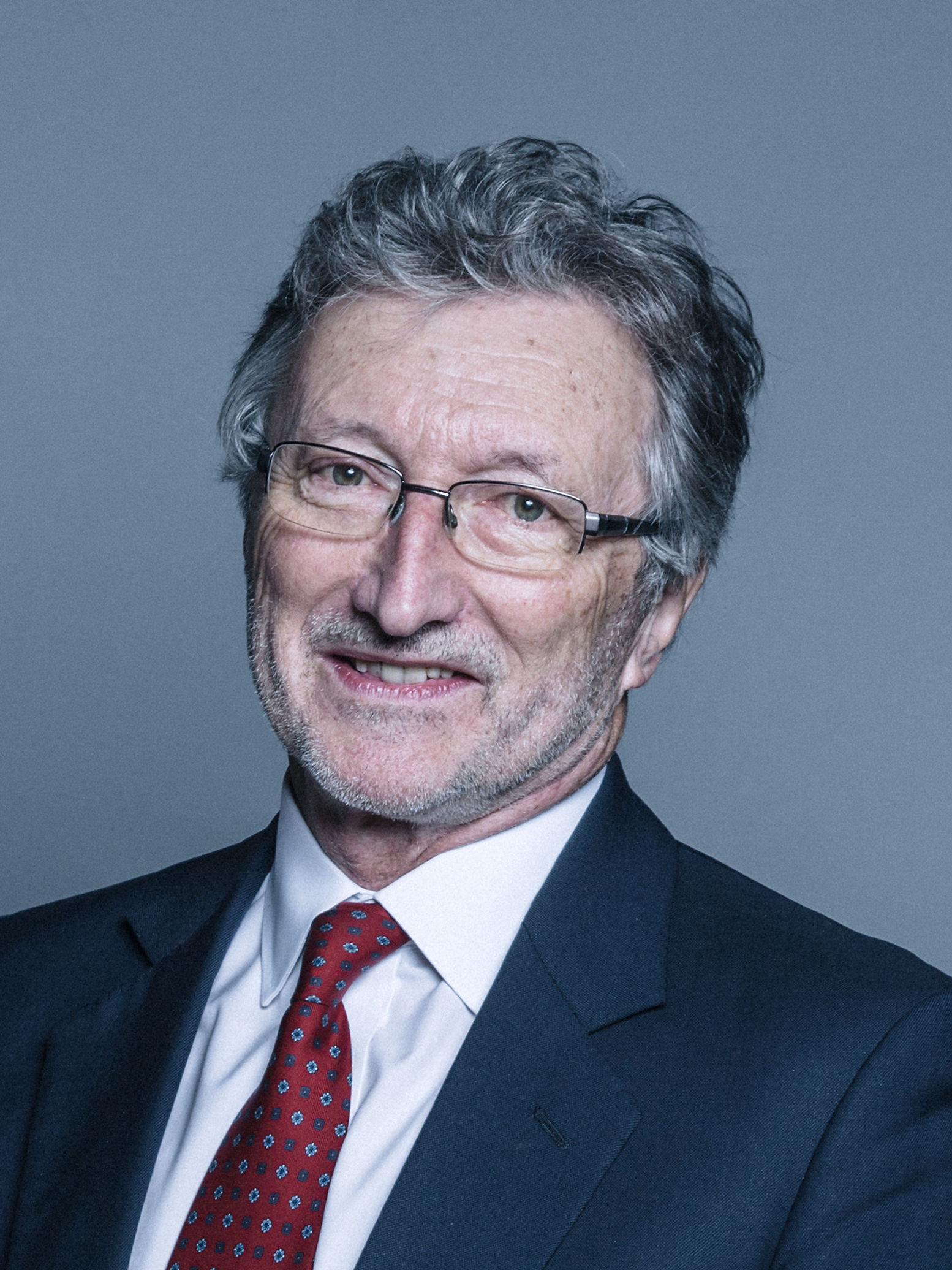
Clive Hollick, Baron Hollick

Clive Richard Hollick, Baron Hollick (* 20. Mai 1945 in Southampton) ist ein britischer Medienmanager, Unternehmer und Politiker der Labour Party, der seit 1991 als Life Peer Mitglied des House of Lords ist.

## Leben
Hollick absolvierte nach dem Besuch der Richard Taunton Grammar School ein Studium in den Fächern Politikwissenschaft, Psychologie und Soziologie an der University of Nottingham. Er begann seine berufliche Laufbahn 1967 bei der Hambros Bank und wurde 1973 jüngstes Mitglied des Vorstandes in der Geschichte dieser 1839 gegründeten Bank und gehörte dem Vorstand bis 1996 an. Später begann er seine Tätigkeit bei dem Medienunternehmen United Business Media plc (UBM plc) und war zuletzt bis 2005 Chief Executive Officer (CEO). 1988 war er Gründer der Denkfabrik Institute for Public Policy Research (IPPR).
Durch ein Letters Patent vom 20. Juni 1991 wurde Hollick als Life Peer mit dem Titel Baron Hollick, of Notting Hill in the Royal Borough of Kensington and Chelsea, in den Adelsstand erhoben. Kurz darauf erfolgte seine Einführung (Introduction) als Mitglied des House of Lords. Im Oberhaus gehört er zur Fraktion der Labour Party.
In der Folgezeit war Lord Hollick zwischen 1997 und 1998 Sonderberater des Präsidenten des Board of Trade sowie von 2000 bis 2002 Vorstandsmitglied von TRW Inc. und danach zwischen 2002 und 2008 der South Bank. Zugleich war er von 2005 bis 2008 Partner der Beteiligungsgesellschaft Kohlberg Kravis Roberts & Co. und danach bis 2010 Leitender Berater dieses Unternehmens. Im Laufe seines Berufslebens war er außerdem Vorstandsmitglied des Getränkekonzerns Diageo, von Honeywell Inc, des Privatfernsehsenders ProSieben sowie des auf das Management von Musikrechten spezialisierten Unternehmens BMG Rights Management.